# Audrey Horne (Album)
Audrey Horne ist das dritte Studioalbum der norwegischen Hard-Rock-Band Audrey Horne. Es erschien am 26. Februar 2010 bei Indie Recordings.

## Entstehung
Die Lieder für das neue Album wurden im Frühjahr und Sommer 2009 geschrieben. Während dieser Zeit haben die Musiker viel Classic Rock sowie Hard Rock der 1980er Jahre gehört, was sich auf die neuen Lieder niederschlug. Insgesamt schrieben die Musiker etwa 30 bis 40 Lieder, von denen die zehn Lieder für das Album ausgewählt wurden, die nach Meinung der Band „ein dynamisches, spannendes und abwechselungsreiches Album“ ermöglichen. Das für das Album verwendete Lied „Down Like Suicide“ stammt hingegen noch aus den Aufnahmen für das Debütalbum No Hay Banda aus dem Jahre 2005.
Im Sommer 2009 spielte die Band auf verschiedenen europäischen Musikfestivals, bevor man im September 2009 nach Pasadena reiste. Die Aufnahmen fanden in den JHOC Studios statt. Produziert und gemischt wurde das Album von Joe Baressi, der unter anderem schon mit Bands wie den Queens of the Stone Age, Bad Religion oder Tool gearbeitet und bereits Audrey Hornes Debütalbum No Hay Banda co-produzierte. Die Aufnahmen in Pasadena dauerten insgesamt acht Tage.

„…dieses Mal wollten wir wirklich als Band ins Studio gehen und alles gemeinsam machen, anstatt irgendwelche Dateien hin und her zu schicken.“

Nach der Rückkehr aus den USA nahm die Band in den Earshot und Conclave Studios in Bergen zunächst noch den Bass und die Keyboards für das Album auf. Außerdem wurden sechs akustische Lieder aufgenommen, darunter Coverversionen von Kiss („Nowhere to Run“) und Beyoncé Knowles („Halo“). Als Gastmusiker traten Espen Lien (Bass), Herbrand Larsen (Keyboards) und die Sängerin Heidi Marie Vestrheim auf. Die Aufnahmen in Norwegen wurde von Herbrand Larsen und Arve Isdal produziert.

## Hintergrund
Laut Sänger Torkjell Rød entschied sich die Band für den Bandnamen als Albumtitel um zu zeigen, dass sich die Band mit ihrem dritten Album als wirklich vollständige Band fühlen.

„Wir sind sehr fokussiert und selbstsicher ans Werk gegangen. Daraus resultierend fanden wir es angebracht, das Album nach der Band selbst zu benennen – auch wenn es natürlich klischeehaft ist. Das Album soll sagen: ‚Hey, das sind wir!‘“

Das Albumcover wurde von Remi Juliebø entworfen. Es zeigt in der Mitte das neue Bandlogo. Umgeben wird das Logo von elf kleinen Bildern, von denen jedes symbolisch für eines der Lieder steht und einen Bezug zu dem Text hat. Zwischen dem Bild des letzten und des ersten Liedes besteht ein Zusammenhang.
Die Texte des Albums befassen sich mit den guten und harten Zeiten des Lebens. Sänger Torkjell Rød arbeitete in seinen Texten viel mit Seefahrer-Metaphern. In einem Interview erklärte er, dass er das Leben auf einem Schiff mit dem Leben auf unseren Planeten vergleicht.

„Du kannst das Schiff nicht verlassen und musst dich mit den Menschen und Situationen um dich herum auseinandersetzen. Du musst gegen die Wellen kämpfen und dem Sturm entkommen, um den Weg nach Hause zu finden. Deswegen benutze ich diese Bilder, um über das Leben zu schreiben.“

## Rezeption
Das Album erhielt in der Fachpresse überwiegend sehr gute Kritiken. Thorsten Zahn vom deutschen Magazin Metal Hammer bezeichnete Audrey Horne als „modernen Classic Rock allerbester Reife“ und prophezeite, dass Audrey Horne „spätestens nach dem emotionalen Rausschmeisser ‘Godspeed’ auch deine neue Lieblingsband sein werden“. Er gab dem Album sechs von sieben Punkten. Laut Peter Kubaschk vom Onlinemagazin Powermetal.de legen Audrey Horne „mit ihrem dritten Album ein Statement ab, die Definition des Sounds der Band, einen Meilenstein“. Kubaschk benotete Audrey Horne mit 9,5 von zehn Punkten. Für den damaligen Rock-Hard-Chefredakteur Götz Kühnemund bietet das Album abgesehen vom Lied „Circus“ nur „Volltreffer, die man als Hardrocker – egal, ob klassisch oder moderner ausgerichtet – gehört haben soll“. Michael Siegl vom Onlinemagazin Metalnews.de hingegen schrieb, dass Audrey Horne ein „würziges, wohlschmeckendes Aroma entfaltet“, andererseits aber den Eindruck gewinnt, dass „sowohl „No Hay Banda“ und vor allem „Le Fol“ ein ganzes Stück stärker waren“. Siegl gab dem Album 5,5 von sieben Punkten.

## Chartplatzierungen
| ChartsChartplatzierungen | Höchstplatzierung | Wochen |
| ------------------------ | ----------------- | ------ |
| Norwegen (IFPI)          | 13 (4 Wo.)        | 4      |